# Литературен вестник
«Литературен вестник» («Літературен вестнік») — болгарська щотижнева газета, присвячена літературі, літературній критиці та мистецтву. Виходить у Софії без перерви від лютого 1991 року. Її нинішній формат — таблоїд. Обсяг — 16 сторінок, колір — чорно-білий.
Газета ставить собі за мету відображати сучасні тенденції в літературі, літературній критиці та мистецтві. При цьому часописі діє видавництво, що публікує критичні збірки та інші матеріали.

#### Редактори
Головними редакторами «Літературного вісника» були:
- Едвін Сугарев;
- Міглена Николчина;
- Георгій Господинов;
- Ані Бурова;
- Амелія Личева.

Редакторами «Літературного вісника» були:
- Малина Томова;
- Ані Ілков;
- Марія Георгієва;
- Владимир Левчев;
- Ірма Димитрова;
- Капка Георгієва;
- Валентина Радинська;
- Румен Леонідов;
- Бойко Пенчев;
- Йордан Єфтимов;
- Сільвія Чолева;
- Георгій Гочев.

#### Дизайнери
- Стефан Десподов;
- Борис Десподов;
- Яна Левієва.

## Зовнішні зв'язки
- Сайт на „Литературен вестник“
- Блог на Литературен вестник [Архівовано 24 грудня 2012 у Wayback Machine.] (2009-)
- Броеве на Литературен вестник [Архівовано 15 грудня 2014 у Wayback Machine.], «Българско общество на хуманитарните издатели», в pdf формат (2007-)
- Сайт на Литературен вестник [Архівовано 23 березня 2012 у Wayback Machine.], слово.бг (№ от 2002 до 2008)